# Aclerda longiseta
Aclerda longiseta är en insektsart som beskrevs av Borchsenius 1958. Aclerda longiseta ingår i släktet Aclerda och familjen Aclerdidae. Inga underarter finns listade i Catalogue of Life.